# Ulrich Menzel

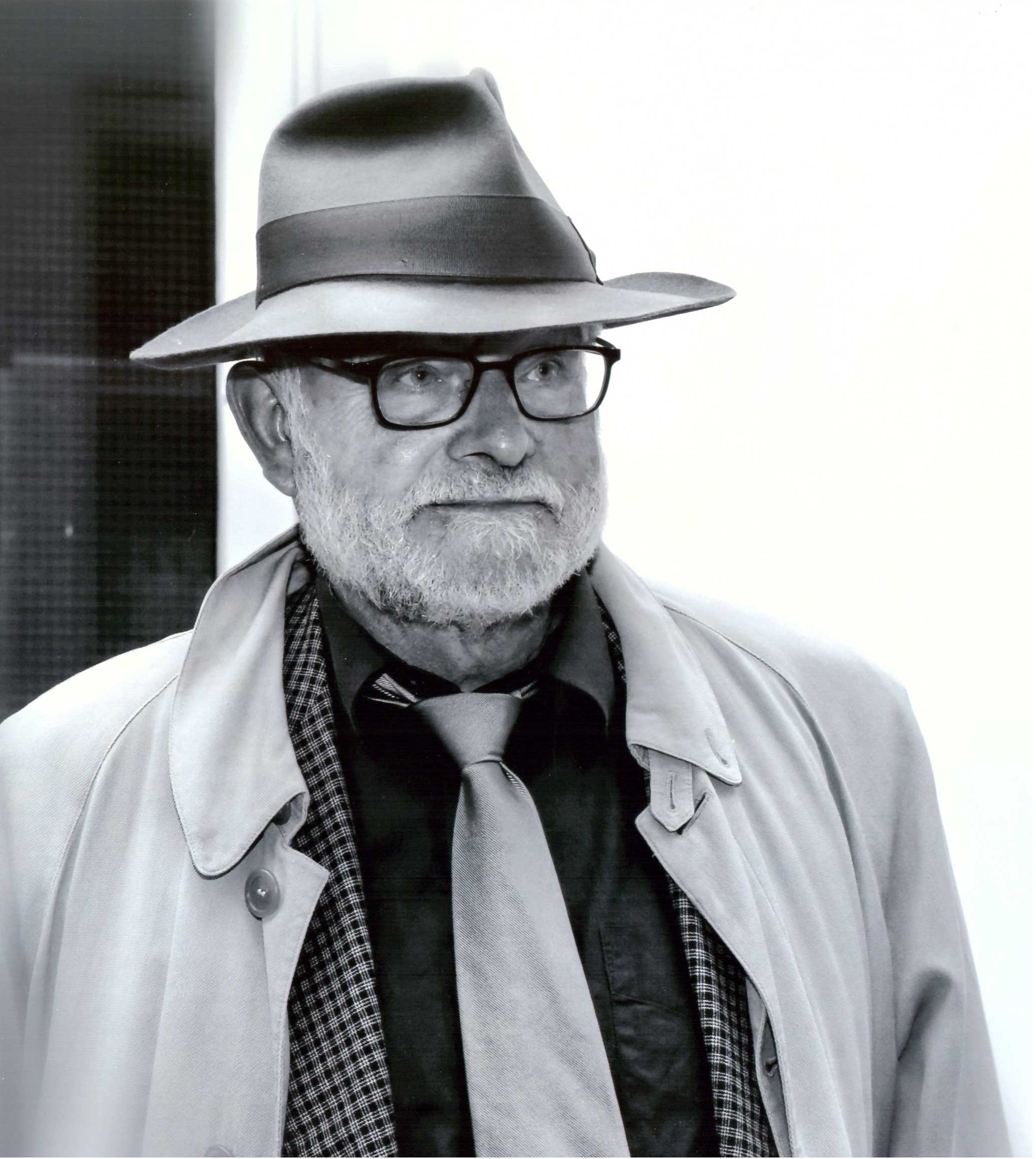
Ulrich Menzel, 2016

Ulrich Menzel (* 21. Juli 1947 in Düsseldorf) ist ein deutscher Politikwissenschaftler.

## Leben
Menzel besuchte bis zum Abitur 1967 das Humboldt-Gymnasium Düsseldorf. Er studierte von 1969 bis 1974 in Düsseldorf, Köln und Frankfurt am Main Politikwissenschaft, Geschichte, Philosophie, Soziologie und Germanistik. 1978 wurde er in Frankfurt bei Dieter Senghaas mit einer Dissertation über die Theorie und Praxis des chinesischen Entwicklungsmodells promoviert. Im Jahr 1982 habilitierte er sich, ebenfalls in Frankfurt, im Fach Politikwissenschaft mit einer Arbeit über Autozentrierte Entwicklung trotz Weltmarktintegration.
Nach der Promotion lehrte und forschte er in Bremen, Tokio, Frankfurt, Duisburg und Braunschweig, bevor er 1993 als Nachfolger von Gilbert Ziebura auf den Lehrstuhl für Internationale Beziehungen und Vergleichende Regierungslehre am Institut für Sozialwissenschaften der TU Braunschweig berufen wurde. Er amtierte als Dekan (1995–1997) und Vizepräsident für Lehre, Studium und Weiterbildung (2001–2003). Von 2004 bis zum Eintritt in den Ruhestand 2015 war er geschäftsführender Leiter des Instituts für Sozialwissenschaften.

## Lehre
Menzels Schwerpunkte in Lehre und Forschung sind Theorie und Geschichte des Internationalen Systems, Entwicklungstheorie und Nord-Süd-Beziehungen, Internationale Politische Ökonomie und Friedens- und Konfliktforschung. Seine regionalen Interessenschwerpunkte liegen in Ost- und Südostasien (insbesondere China und Japan) und Europa. Außerdem betätigt er sich als Enzyklopädist und Autor von Bibliographien in gedruckter und elektronischer Form.

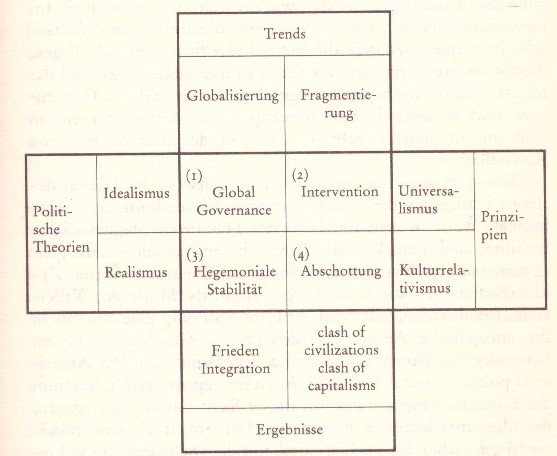
Das Kreuz der Globalisierung und Fragmentierung

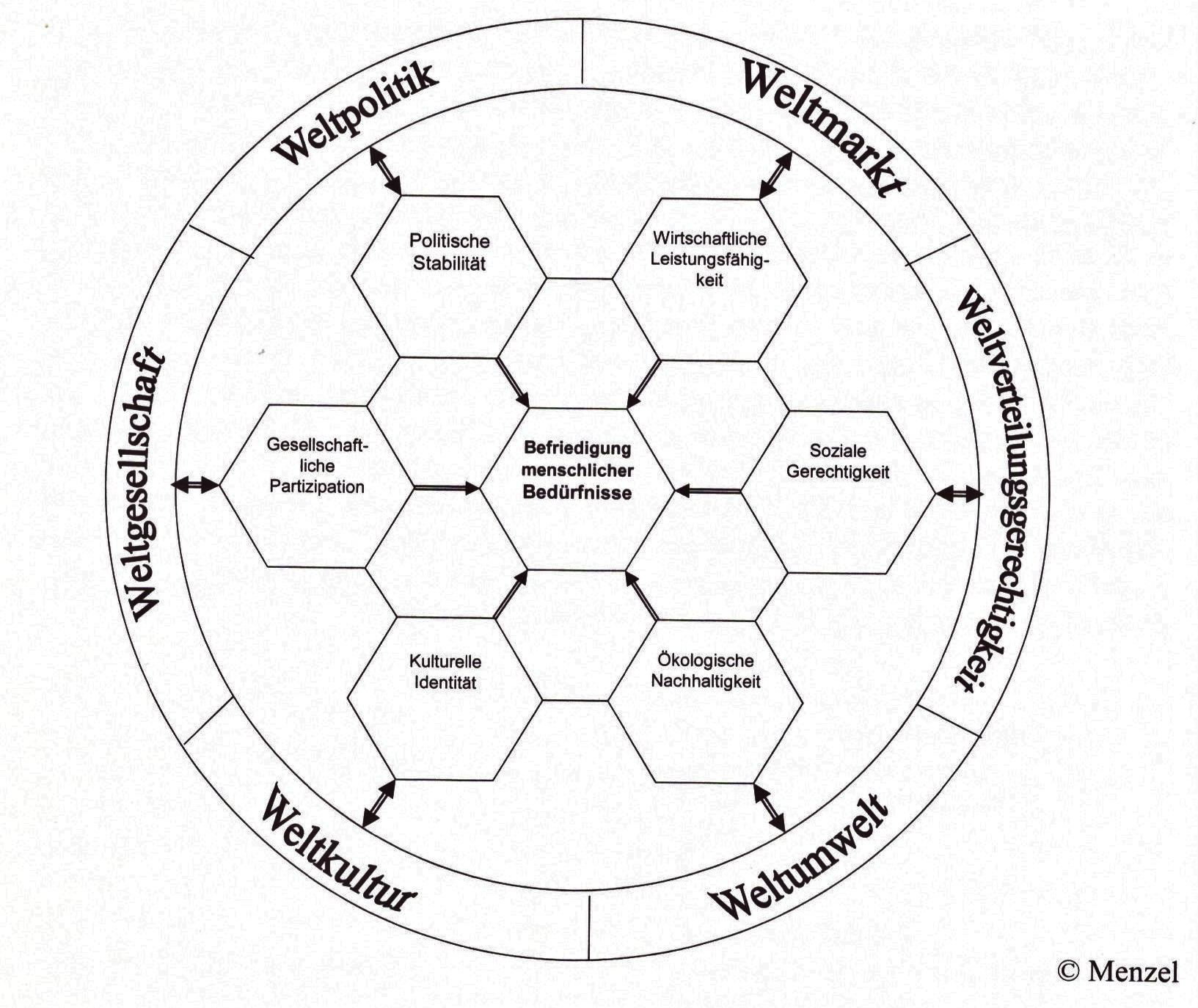
Das Hexagon der Entwicklung

In den 1980er Jahren formulierte er zusammen mit Dieter Senghaas die Theorie autozentrierter Entwicklung. Besondere Aufmerksamkeit erregte er in den 1990er Jahren mit seiner These vom Scheitern der klassischen Entwicklungshilfe und vom (konzeptionellen) „Ende der Dritten Welt“ nach dem Kalten Krieg, die 1991/1992 eine heftige Kontroverse mit 19 Beiträgen in der Frankfurter Rundschau und diversen Zeitschriften auslöste.
Im Zuge seiner Forschung zur Globalisierung lieferte er folgende Definition: Globalisierung sei die Intensivierung und Beschleunigung grenzüberschreitender Transaktionen, bei deren gleichzeitiger räumlicher Ausdehnung, oder, kürzer, Globalisierung sei die Kompression von Raum und Zeit. Ergebnis von Menzels Globalisierungsforschung war im Jahre 2000 das „Kreuz der Globalisierung und Fragmentierung“, mit dem die widersprüchlichen globalen Trends und deren Ergebnisse im Lichte konkurrierender politischer Theorien und Prinzipien beschrieben werden. Diese Trends lauten je nach Perspektive: Global Governance (1), Intervention (2), Hegemoniale Stabilität (3) oder Abschottung (4). Anlässlich der Corona-Krise 2020 diagnostizierte Menzel ein mögliches Ende der Globalisierung, weil der Globalisierungsdiskurs in die Defensive geraten sei.
In dem mit Franz Nuscheler und Reinhard Stockmann verfassten Lehrbuch Entwicklungspolitik formulierte Menzel 2010 das „Hexagon der Entwicklung“ aus gesellschaftlicher Partizipation, politischer Stabilität, wirtschaftlicher Leistungsfähigkeit, sozialer Gerechtigkeit, ökologischer Nachhaltigkeit und kultureller Identität (siehe Schaubild) in Anlehnung an das Zivilisatorische Hexagon von Dieter Senghaas.
Sein Hauptwerk, Die Ordnung der Welt, ist nach zehnjähriger Arbeit 2015 erschienen.
Im Jahr 2020 widmete sich Menzel der Braunschweiger Geschichte zur Zeit des „Dritten Reichs“. In Die Steigbügelhalter und ihr Lohn betrachtet er die Rolle des Freistaats Braunschweig, in der 1930 die erste Koalitionsregierung zwischen NSDAP und bürgerlichen Parteien gebildet wurde. Zudem erhielt der staatenlose Adolf Hitler 1932 die deutsche Staatsbürgerschaft im Freistaat. Herausgeber des Buchs ist der Braunschweigische Geschichtsverein.

## Auszeichnungen
- 1984 Erster Preis der Fritz Thyssen Stiftung für den besten sozialwissenschaftlichen Aufsatz des Zeitschriftenjahrgangs 1983.[21][22]
- 2010 Wahl zum ordentlichen Mitglied der Klasse für Geisteswissenschaften der Braunschweigischen Wissenschaftlichen Gesellschaft[23]

## Schriften
- mit Dieter Senghaas (Hrsg.): Multinationale Konzerne und Dritte Welt. Westdeutscher Verlag, Opladen 1976, ISBN 3-531-11361-5.
- Theorie und Praxis des chinesischen Entwicklungsmodells. Ein Beitrag zum Konzept autozentrierter Entwicklung. Westdeutscher Verlag, Opladen 1978, ISBN 3-531-11451-4.
- Wirtschaft und Politik im modernen China. Eine Sozial- und Wirtschaftsgeschichte von 1842 bis nach Maos Tod. Westdeutscher Verlag, Opladen 1978, ISBN 3-531-11460-3.
- mit Gerd Wontroba: Stagnation und Unterentwicklung in Korea. Von der Yi-Dynastie zur Peripherisierung unter japanischer Kolonialherrschaft. Anton Hain, Meisenheim am Glan 1978, ISBN 3-445-01822-7.
- In der Nachfolge Europas. Autozentrierte Entwicklung in den ostasiatischen Schwellenländern Südkorea und Taiwan. Simon & Magiera, München 1985, ISBN 3-88676-101-0.
- mit Dieter Senghaas: Europas Entwicklung und die Dritte Welt. Eine Bestandsaufnahme. Suhrkamp, Frankfurt am Main 1986, ISBN 3-518-11393-3.
- Auswege aus der Abhängigkeit. Die entwicklungspolitische Aktualität Europas. Suhrkamp, Frankfurt am Main 1988, ISBN 3-518-11312-7.
- (Hrsg.): Im Schatten des Siegers: Japan. 4 Bände, Frankfurt am Main: Suhrkamp 1989, ISBN 3-518-11495-6, ISBN 3-518-11496-4, ISBN 3-518-11497-2 und ISBN 3-518-11498-0.
- (Hrsg.): Nachdenken über China. Suhrkamp, Frankfurt am Main 1990, ISBN 3-518-11602-9.
- Das Ende der Dritten Welt und das Scheitern der großen Theorie. Suhrkamp, Frankfurt am Main 1992, ISBN 3-518-11718-1.
- Geschichte der Entwicklungstheorie. Einführung und systematische Bibliographie. 3., überarbeitete Auflage. Deutsches Übersee-Institut, Hamburg 1995, ISBN 3-926953-30-6.
- Shanghai. Systematische Bibliographie. Mit einer Einführung und einem Anhang zu Yokohama. Deutsches Übersee-Institut, Hamburg 1995, ISBN 3-922852-61-0.
- Lange Wellen und Hegemonie. Ein Literaturbericht. Braunschweig: TU Braunschweig 1996, 2. Aufl. = Forschungsberichte aus dem Seminar für Politikwissenschaft und Soziologie Nr. 13, ISSN 0949-2267
- Globalisierung versus Fragmentierung. Suhrkamp, Frankfurt am Main 1998, ISBN 3-518-12022-0.
- mit Katharina Varga: Theorie und Geschichte der Lehre von den Internationalen Beziehungen. Deutsches Übersee-Institut, Hamburg 1999, ISBN 3-926953-44-6 (Onlineversion, PDF, abgerufen am 4. Januar 2020).
- mit Mathias Albert u. a.: Die Neue Weltwirtschaft. Entstofflichung und Entgrenzung der Ökonomie. Suhrkamp, Frankfurt am Main 1999, ISBN 3-518-11983-4.
- (Hrsg.): Vom ewigen Frieden und vom Wohlstand der Nationen. Dieter Senghaas zum 60. Geburtstag. Suhrkamp, Frankfurt am Main 2000, ISBN 3-518-12173-1.
- Zwischen Idealismus und Realismus. Die Lehre von den internationalen Beziehungen. Suhrkamp, Frankfurt am Main 2001, ISBN 3-518-12224-X.
- mit Hartwig Hummel (Hrsg.): Die Ethnisierung internationaler Wirtschaftsbeziehungen und daraus resultierende Konflikte. Lit, Münster 2001, ISBN 3-8258-4836-1.
- Paradoxien der neuen Weltordnung. Politische Essays. Suhrkamp, Frankfurt am Main 2004, ISBN 3-518-12365-3.
- mit Reinhard Stockmann und Franz Nuscheler: Entwicklungspolitik. Theorien-Probleme-Strategien. Oldenbourg, München 2010. (2. überarb. Auflage. 2016, ISBN 978-3-486-71874-4)
- Die Ordnung der Welt. Imperium oder Hegemonie in der Hierarchie der Staatenwelt. Suhrkamp Verlag, Berlin 2015, ISBN 978-3-518-42372-1.
- als Hrsg.: Willem Cha. Festschrift zum 50jährigen Bestehen des Hochschullehrersports der TU Braunschweig. Universitätsbibliothek Braunschweig 2016, ISBN 978-3-927115-77-4.
- Die Steigbügelhalter und ihr Lohn.  Hitlers Einbürgerung in Braunschweig als Weichenstellung auf dem Weg zur Macht und die Modernisierung des Braunschweiger Landes. Appelhans Verlag, Braunschweig 2020; ISBN 978-3-944939-84-1.
- Zwischen Deutschen Christen und neuen Heiden. Hitlers überraschender besuch vom Juli 1935 in Braunschweig, die Umwidmung des Braunschweiger Doms und die Neukonzipierung der „Gemeinschaftssiedlung Lehndorf“ und deren Kirche. Wolfenbüttel: Selbstverlag der Ev.-luth. Landeskirche in Braunschweig 2021, ISBN 978-3-9813453-9-1.
- Wendepunkte. Am Übergang zum autoritären Jahrhundert, suhrkamp, Berlin 2023, ISBN 978-3-518-12795-7.
- mit Reinhold Haux (Hrsg.): 80 Jahre Braunschweigische Wissenschaftliche Gesellschaft. Ihre Rolle als Gelehrtengesellschaft und ihr Selbstverständnis. Braunschweig 2024, ISBN 978-3-910750-11-1.

### Aufsätze
- Der Differenzierungsprozeß in der Dritten Welt und seine Konsequenzen für den Nord-Süd-Konflikt. In: Politische Vierteljahresschrift 24. 1983, 1. S. 31–59.
- mit Dieter Senghaas Indikatoren zur Bestimmung von Schwellenländern. Ein Vorschlag zu Operationalisierung. In: Politische Vierteljahresschrift, Sonderheft 16/1985: Dritte Welt-Forschung. Entwicklungstheorie und Entwicklungspolitik. Hrsg. von Franz Nuscheler, S. 75–96.
- Das Ende der „Dritten Welt“ und das Scheitern der großen Theorie. Zur Soziologie in auch selbstkritischer Absicht. In: Politische Vierteljahresschrift 32.1991, 1. S. 4–33.
- New Images of the Enemy: The Renaissance of Geopolitics and Geoculture in International Relations. In: International Journal of Political Economy 26. 1996, 3. S. 69–80
- Die postwestfälische Konstellation, das Elend der Nationen und das Kreuz von Globalisierung und Fragmentierung. In: Menzel, 2000, S. 158–187
- Wohin treibt die Welt? In: Aus Politik und Zeitgeschichte. Beilage zur Wochenzeitung Das Parlament 66.2016, 43–45. S. 4–8.  Unter Wohin treibt die Welt?
- Der Niedergang der Volksparteien und der Umbruch des Parteiensystems. In: Braunschweigische Wissenschaftliche Gesellschaft Jahrbuch 2018, Braunschweig 2019. S. 281–320, doi:10.24355/dbbs.084-201905091049-0 Unter Der Niedergang der Volksparteien und der Umbruch des Parteiensystems.
- Der Niedergang der Volksparteien und der Strukturwandel des Parteiensystems, Teil II. In: Braunschweigische Wissenschaftliche Gesellschaft Jahrbuch 2019, Braunschweig 2020. S. 80–98 doi:10.24355/dbbs.084-202008111107-0 Unter Der Niedergang der Volksparteien und der Strukturwandel des Parteiensystems, Teil II.
- Der Corona-Schock. Die finale Entzauberung der Globalisierung. In: Blätter für deutsche und internationale Politik, Heft 4/2020. S. 37–44. Unter Der Corona-Schock
- Globalization demystified? Neoliberalism´s corona shock. In: Eurozine 4 May 2020 Unter Globalization demystified
- Corona und die gefesselte Globalisierung. In: Berliner Journal für Soziologie Unter Springer-Link
- Statusumkehr. 75 Jahre Beziehungen Russland-China. In: Osteuropa 4/2024, S. 159–172.

### Vorlass
Sämtliche bisherige Veröffentlichungen (derzeit mehr als 700), unveröffentlichte Schriften und andere Materialien zu Ulrich Menzel sind im Archiv der TU Braunschweig unter der Signatur G48 II einsehbar. Ein Inventar zum Vorlass (Stand Februar 2016) ist verfügbar.